# Micrastur
Micrastur – rodzaj ptaków z podrodziny trębaczy (Herpetotherinae) w rodzinie sokołowatych (Falconidae).

## Zasięg występowania
Rodzaj obejmuje gatunki występujące w Ameryce.

## Morfologia
Długość ciała 30–58 cm, rozpiętość skrzydeł 46–72 cm; masa ciała samic 170–940 g, samców 144–646 g.

## Systematyka

### Etymologia
- Micrastur: gr. μικρος mikros „mały, krótki”; rodzaj Astur Lacépède, 1799 (jastrząb)[13].
- Brachypterus: epitet gatunkowy Falco brachypterus Temminck, 1822[a]; gr. βραχυπτερος brakhupteros „krótkoskrzydły”, od βραχυς brakhus „krótki”; -πτερος -pteros „-skrzydły”, od πτερον pteron „skrzydło”[13].
- Carnifex: łac. carnifex, carnificis „kat, morderca”, od caro, carnis „ciało”, mięso; facere „powodować”[13]. Gatunek typowy: Carnifex naso Lesson, 1842.
- Climacocercus (Climacourus): gr. κλιμαξ klimax, κλιμακος klimakos „drabina”; κερκος kerkos „ogon”[13]. Gatunek typowy: Falco brachypterus Temminck, 1822 (= Sparvius semitorquatus Vieillot, 1817).
- Rhyncomegas (Rhyncomegus): gr. ῥυγχος rhunkhos „dziób”; μεγας megas „wielki”[13]. Gatunek typowy: Falco brachypterus Temminck, 1822 (= Sparvius semitorquatus Vieillot, 1817).
- Nothierax: gr. νοθος nothos „fałszywy, hybrydowy”; ἱεραξ hierax, ἱερακος hierakos „jastrząb, sokół”[13]. Gatunek typowy: Falco xanthothorax Temminck, 1821 (= Sparvius ruficollis Vieillot, 1817).
- Thrasyaccipiter: gr. θρασυς thrasus „śmiały, zuchwały”; rodzaj Accipiter Brisson, 1760 (jastrząb)[13]. Gatunek typowy: Thrasyaccipiter seminocturnis Bertoni, 1901 (= Sparvius ruficollis Vieillot, 1817).
- Clamosocircus: łac. clamosus „hałaśliwy, głośny”, od clamare „krzyczeć”; rodzaj Circus Lacépède, 1799 (błotniak)[13]. Gatunek typowy: Sparvius gilvicollis Vieillot, 1817.

### Podział systematyczny
Do rodzaju należą następujące gatunki:
- Micrastur buckleyi Swann, 1919 – trębacz obrożny
- Micrastur mirandollei (Schlegel, 1862) – trębacz białobrzuchy
- Micrastur semitorquatus (Vieillot, 1817) – trębacz zmienny
- Micrastur plumbeus W.L. Sclater, 1918 – trębacz szarogardły
- Micrastur gilvicollis (Vieillot, 1817) – trębacz popielaty
- Micrastur ruficollis (Vieillot, 1817) – trębacz prążkowany
- Micrastur mintoni Whittaker, 2003 – trębacz skryty